# كافوما سيموجو
كافوما سيموجو (مواليد 11 نوفمبر 1992) هو ملاكم أوغندي شارك في دورة الألعاب الأولمبية الصيفية 2020.

## روابط خارجية
- كافوما سيموجو على موقع أوليمبيديا (الإنجليزية)